# Pfälzische P 4
Die Dampflokomotiven der Gattung P 4 der Pfälzischen Eisenbahn waren Schnellzuglokomotiven mit der Achsfolge 2'B1' (Atlantic) und einem Vierzylinder-Verbundtriebwerk. Insgesamt elf Lokomotiven wurden von Maffei hergestellt, die Bahnnummern 286–291 im Jahr 1905 und die Nummern 302–305 sowie 433 im Jahr 1906. Sie lösten die Gattung P 3.1 im Schnellzugdienst ab.
Die Lokomotiven waren zunächst mit Pielock-Überhitzern ausgestattet, die jedoch wegen Korrosionsschäden schon nach wenigen Jahren wieder ausgebaut werden mussten. Von da an liefen die Lokomotiven als Nassdampfmaschinen.
Die P 4 gehörte zu den ersten Lokomotiven mit Barrenrahmen in Deutschland. Sie basierte auf der 1903 entstandenen bayerischen Gattung S 2/5; bis zur zweiten Kuppelachse waren beide Bauarten bis auf Details und geringe Maßabweichungen nahezu gleich. Die P 4 hatte jedoch – anders als die S 2/5 – eine breite, vollständig hinter den Kuppelrädern angeordnete Feuerbüchse. Deswegen musste auch der Abstand zwischen Kuppelachse und hinterer Laufachse deutlich vergrößert und die Laufachse radial einstellbar ausgeführt werden. Dies und auch das Windschneidenführerhaus der P 4 gaben den Lokomotiven im hinteren Teil ein eigenes Aussehen.
Die P 4 war auch eng verwandt mit weiteren bayerischen Lokomotivgattungen aus dem Hause Maffei: Das Triebwerk wurde fast unverändert für die 1906 gebaute Schnellfahrlokomotive der Gattung S 2/6 übernommen – lediglich die Zylinderdurchmesser wurden etwas vergrößert – und auch sonst weisen beide Lokomotiven viele Gemeinsamkeiten auf. Auch die Familienähnlichkeit mit der ab 1908 gebauten Gattung S 3/6 ist unverkennbar; letztere sieht aus wie eine vergrößerte und um eine Kuppelachse ergänzte P 4.
Im vorläufigen Umzeichnungsplan der Deutschen Reichsbahn waren noch alle elf Lokomotiven mit den Nummern 14 151 bis 14 161 vorgesehen, doch sie wurden bereits vor der Umzeichnung ausgemustert.